# D.A.R.Y.L.
D.A.R.Y.L. è un film di fantascienza del 1985 diretto da Simon Wincer, che tratta di un particolare esperimento scientifico sull'intelligenza artificiale. Il titolo è l'acronimo di "Data Analyzing Robot Youth Lifeform", traducibile in "Robot analizzatore di dati sotto forma di adolescente" (nell'adattamento italiano è invece "Dati Adolescente Robotico Ittrio Laserizzato").
(Dottoressa Ellen Lamb)

## Trama
Daryl è un bambino in preda ad amnesia che viene trovato a vagare senza meta dalla famiglia Richardson. Dopo averlo portato a casa e accudito per alcuni giorni, scoprono che il ragazzo può far cose che tutti gli altri non sono in grado di fare. Il suo comportamento è talmente impeccabile e disponibile da insospettire la signora Richardson, che si sente particolarmente frustrata in quanto il piccolo pare non aver bisogno di insegnamenti o di cure da parte di nessuno. Tuttavia, i coniugi si affezionano molto a lui, che nel frattempo ha fatto anche amicizia con i bambini del vicinato.
Un giorno si presentano alla porta dei Richardson un uomo e una donna che dichiarano essere i veri genitori di Daryl. La coppia porta quest'ultimo a "casa", una base militare, e qui si capisce che il ragazzo è in realtà un cyborg con corpo umano comandato da un computer al posto del cervello, e la coppia di "genitori" due scienziati a capo del team che lo ha costruito. Si scopre anche che il responsabile della sua fuga è stato un altro scienziato, poi morto, che l'ha volutamente rubato e messo in libertà dopo avergli azzerato la memoria in quanto convintosi che Daryl non fosse più semplicemente una macchina, ma una vera e propria forma di vita senziente. A seguito dei test effettuati sull'androide successivamente al suo ritrovamento, dubbi in tal senso iniziano a nascere anche negli scienziati del team, che prendono a trattare Daryl come più di una semplice macchina.
Dopo che i Richardson vengono invitati nel laboratorio per visitare Daryl ed apprendere la verità sul suo conto, la Difesa decide di cancellare il progetto D.A.R.Y.L. per carenza di risultati interessanti dal punto di vista militare, con l'ordine di distruggere il cyborg. Lo scienziato a capo del progetto simula la distruzione, ma in realtà ruba Daryl e lo porta con sé fuori dal laboratorio. Inizia una fuga dalla polizia che causa la morte dello scienziato e termina con il furto da parte di Daryl in una base militare di un Blackbird, uno degli aerei più veloci mai costruiti, che utilizza con l'idea di tornare a casa dai Richardson. Nel tentativo di eliminare l'androide, i militari attivano il sistema di autodistruzione dell'aereo, che salta dunque in aria. Tuttavia, Daryl si eietta pochi istanti prima dell'esplosione. Creduto in un primo tempo morto, Daryl ritrova i Richardson, che commossi lo abbracciano, considerandolo ormai un membro della loro famiglia.

## Produzione

### Luoghi delle riprese
Le riprese del film sono iniziate nel marzo 1985. Il film è stato girato ai Pinewood Studios di Orlando, Florida e a Dillsboro, nell Carolina del Nord.
- La casa di Daryl si trova al 716 Euclid Avenue, Orlando.
- Le scene dell'aeroporto sono state girate al Kissimmee Gateway Airport, Kissimmee, Florida. Il velivolo rubato da Daryl è un Lockheed SR-71 "Blackbird".

## Colonna sonora
La colonna sonora è stata composta da Marvin Hamlisch ed è stata pubblicata per la prima volta il 3 giugno 2014 da La-La Land Records, in un'edizione limitata a 1500 copie:
1. Main Title - 2:58
2. They've Got a Kid / Second Part of Game - 1:46
3. Long, Long Ago** / D.A.R.Y.L.'s Second Hit - 1:31
4. Long, Long Ago (reprise)** / Is It Me?* - 1:18
5. Baseball Montage / D.A.R.Y.L., Sweetheart! - 1:45
6. Turtle's Homer - 1:21
7. D.A.R.Y.L. and Dad - 0:48
8. The Departure - 1:38
9. TASCOM / I'm Scared - 3:07
10. Terminated / What You Feel In Yourself* - 1:53
11. Welcome to TASCOM / Never Was Human - 2:19
12. Look at Him / Hugs Father - 1:21
13. Army's Coming / Destruction of D.A.R.Y.L. - 3:38
14. The Car Chase Begins - 0:55
15. Transition / The Patrol Car - 2:09
16. You Are a Person / Two Soldiers - 3:00
17. The Big Plane Moves / The Joyride* - 2:23
18. Hooker and Turtle to the Rescue - 1:05
19. D.A.R.Y.L. Hits the Water - 2:07

BONUS TRACKS
1. Somewhere I Belong - 5:26 (performed by Teddy Pendergrass)
2. Six Variations on the Duet "Nel cor più non mi sento" - La Molinara by Paisiello: Variations 1 & 3 - 1:42 (Ludwig van Beethoven)
3. Isn't It Romantic - 2:33 (Lorenz Hart & Richard Rodgers)

* Traccia non usata nel film
** Traccia composta da Thomas H. Bayly e arrangiata da Marvin Hamlisch

## Premi e riconoscimenti
- Saturn Award
  - Miglior interpretazione di un bambino a Barret Oliver